# Laurentius Paulinus Gothus
Laurentius Paulinus Gothus (Lars Paulsson), född 10 november 1565 i Söderköping, död 29 november 1646 i Uppsala, var en svensk professor, rektor för Uppsala universitet, riksdagsman, biskop i Strängnäs och ärkebiskop.

## Biografi
Laurentius Paulinus far hette Påvel Pedersson och var guldsmed, rådman och borgmästare i Söderköping samt bror till ärkebiskop Laurentius Petri Gothus. Modern hette Karin Pedersdotter och var dotter till en annan guldsmed på orten. Han var bror till Petrus Paulinus Gothus.
Han studerade först i Söderköping, därefter på den teologiska högskolan på Riddarholmens gråmunkekloster  som grundats av Johan III, och var lärare där 1587. År 1588 reste Laurentius till Rostocks universitet, där han fick undervisning av David Chytraeus. I Rostock blev han anhängare till ramismen, en humanistisk filosofisk och pedagogisk strömning som uppkommit i polemik med aristotelismen och skolastiken. Han blev magister vid Helmstedts universitet 1592, och var aktuarie vid Uppsala möte 1593.
Samma år utsågs han till professor vid Uppsala universitet i logik, matematik och astronomi. Sin skolning i astronomi hade Laurentius fått vid Rostocks universitet av Duncan Liddel, som bestod av studier av bland andra Copernicus, Tycho Brahe och Ptolemaios. Denna utbildning var ovanlig i Sverige vid den tiden, och gav Laurentius ett högt anseende. Han var den förste, till namnet kände, professorn i astronomi vid Uppsala universitet, och som lärobok använde Laurentius Georg Peurbachs Theoricae novae planetarum. Sina astronomiska och astrologiska kunskaper presenterade Paulinus också på svenska i sina två almanackor och prognostikor för åren 1592 och 1598, den första utgiven i Greifswald, när han fortfarande var student i Tyskland. Han var universitetets rektor åren 1599, 1601 och 1604. Den 22 januari 1600 blev han den förste att promovera magistrar i Sverige.
Han prästvigdes 1598. 1601 utnämndes Laurentius till professor i teologi och universitetets förste rector magnificus. Som seden var för teologiprofessorer var han därtill kyrkoherde, i Näs socken i Uppland från 1606. Han utnämndes flera gånger till olika biskopsstolar, men föll gång på gång i onåd av politiska skäl, men 1608 utnämndes han och tillträdde som biskop i Skara stift, senare Strängnäs stift. Han var en av de fyra som promoverades vid Uppsala universitets första teologiska doktorspromotion 1617.
Den främste förkämpen för de aristoteliska strömningarnas var Johannes Rudbeckius, och Laurentius Paulinus, som var för ramismen, gjorde sig inte populär vare sig i akademiska eller kyrkliga kretsar; 5 juli 1637 blev han ändå utnämnd till ärkebiskop i stället för den mer berömde Rudbeckius genom Axel Oxenstiernas försorg. Som ärkebiskop verkade han för att inskränka biskoparnas makt. Sin slutliga dust med aristotelismen hade Laurentius med Rudbeckius när de skulle enas om Skolordningen 1611 där det stagades att de båda strömningarna skulle visa varandra ömsesidig respekt.
Laurentius Paulinus första hustru var Catharina Olofsdotter, vars far Olof Persson var föreståndare i Stockholm. Sedan hon avlidit på Kristi himmelsfärdsdag 1623 gifte han om sig med Brita Eriksdotter, som var dotter till kyrkoherden Ericus Olai Gestricius och Anna Fromme och syster till Anna Olofsdotter Gestricia som var gift med Isak Isthmenius och Olof Verelius.
Tre barn, två döttrar och en son, från andra äktenskapet adlades under namnet Olivecrantz, men två barn förblev ofrälse, varav en dotter blev biskopinna som hustru till Erik Gabrielsson Emporagrius.  Laurentius ligger begravd i Strängnäs domkyrka.

## Teologiska arbeten och influenser
Laurentius Paulinus har ofta blivit jämförd med Johannes Rudbeckius, och den allmänna uppfattningen har varit att Rudbeckius visade större intellektuell självständighet. Laurentius bidrag beröms för tre kvaliteter: för det första att dessa är omfattande och ett resultat av träget arbete, för det andra att det sammanställer flera betydande idéer som florerade i hans samtid och för det tredje att han ägde ett personligt engagemang för folkets väl. 
Under senare delen av sitt liv skulle Laurentius bli hätsk mot klassicismen och verka för en renodlad kristen kultur. I egenskap av ärkebiskop och dessförinnan professor och rektor vid universitetet var han en av de mäktigaste när det gäller vad de lärde skulle lära sig. Efter 1611 bytte han ut hedniska, det vill säga klassiska, poeter mot kristen litteratur; endast Cicero och Vergilius fortsatte att läsas vid universitetet.
För att fylla det litterära tomrummet skrev Laurentius själv Ethica christiana, ett teologiskt mastodontverk på 3700 sidor som utgjordes av kommentarer till katekesen på svenska, och vidare Clenodium som var en omarbetning av den förra för folkbruk, samt Thesaurus catecheticus.
Hans teologiska arbeten har i hög grad format den svenska lutherdomen, bland annat ställningstagandet till folktron som han beskriver utförligt. Han förespråkade dödsstraff för djävulsdyrkan och avguderi, menade att domedagen var nära och strävade efter en enhetlig nationalkyrka bland annat genom katekesläsning och utgivandet av en psalmbok. Som pedagog trodde han på kunskapens makt: kunskapen var vägen till himmelriket och ett sant kristet liv. De ramistiska dragen i hans åskådning tilltog med åren, men han har samtidigt anklagats för att ha missförstått Pierre de la Ramée grundligt; främst verkar ramismen ha fungerat som ett argument mot aristotelismen som Laurentius alltmera skulle uppfatta som antikristlig. I statsvetenskapligt avseende ställde han sig emot den lutherska vördnaden för monarkin, för att istället se kungamakten som vilande på folkets villkor.

## Psalmer
Några psalmer släpptes igenom med författarnamnet i begynnelsebokstäverna, så kallad akronym, när biskoparna refuserade Jesper Swedbergs av kungen godkända Den svenska psalmboken 1695, bland andra psalm nr 302 Lof, prijs och tack ske tigh. Åtminstone sedan 1834 är det belagt att just de orden avslutat december månad i Den vanliga almanackan (med solens upp- och nedgång). Eftersom psalmen togs bort från 1819 års psalmbok torde strofen antingen funnits med i någon tidigare kalender eller att psalmen fortsatte att användas även sen den tagits bort ur psalmboken.
- Ett barn är födt i Bethlehem (översatt från tyska, 1695 nr 145)
- Haf Tålamod war from och god (1695 nr 263)
- Hemlig stod jag en morgon (översatt från tyska, 1695 nr 381)
- Lof, prijs och tack ske tigh, o Fader käre! (1695 nr 302) är skriven 1633
- Medan man lefwer i werlden säll (1695 nr 380)
- Mitt hierta frögde sig innerlig (1695 nr 329)
- O Gud wår Fader i ewighet (översatt från tyska, 1695 nr 147)
- Sann Gud och man (1695 nr 161)